# Bato IV de Cirene
Bato IV de Cirene, apodado El Apuesto o El Justo (en griego: Βάττος ο Καλός) vivió y gobernó entre los siglos VI y V a. C. y fue el séptimo (y el penúltimo) rey de la dinastía batíada de Cirene. Fue el primer rey griego de Cirenaica que se sometió a una relación clientelar con el Imperio Aqueménida.

## Familia
Bato era el único hijo del quinto rey de Cirene, Arcesilao III de Cirene, hijo de una mujer de origen libio que era hija de Alazir, un libio que ocupó el cargo de gobernador de Barca. Heródoto afirma que su padre y su abuelo materno tenían relación de consanguinidad, y que su abuela materna se desconoce. Los abuelos paternos de Bato fueron el quinto rey de Cirene, Bato III, y la reina Feretima. Bato tenía origen tanto griego como libio.

## Reinado
Bato gobernó Cirenaica entre 515 a. C. y 465 a. C. Se sabe muy poco de su reinado, y parece que se trató de una época pacífica. Durante su reinado Cirene se convirtió en una ciudad muy próspera, que exportaba trigo, cebada, aceite de oliva y silphium (una planta todavía no identificada pero que tenía propiedades aromáticas y medicinales). Se desconoce quién fue su esposa.
Bato murió en 465 a. C. y fue sucedido por su hijo Arcesilao IV. Sería enterrado en el mismo lugar que sus ancestros.